# Anolyn Lulu
Anolyn Lulu (3 janvier 1979) est une joueuse de tennis de table vanuataise.
Elle commence le tennis de table en 1994 et remporte en 1999 sa première médaille d'or lors des jeux du Pacifique. 
En 2008, elle est à Pékin pour les jeux olympiques d'été de 2008 où elle assure le rôle de manager de sa compatriote Priscila Tommy, elle aussi pongiste. Elle est de nouveau présente aux jeux olympiques d'été de 2012, cette fois comme compétitrice et porte-drapeau de son pays.
À partir de 2014, elle s'investit dans le sport paralympique à travers le programme Smash Down Barriers de la fédération d'Océanie de tennis de table.